# Triatlo nos Jogos da Commonwealth de 2018
O triatlo nos Jogos da Commonwealth de 2018 foi realizado no Southport Broadwater Parklands, em Gold Coast, na Austrália, entre 5 e 7 de abril. Um total de cinco eventos foram disputados, um masculino, um feminino, o revezamento misto e a estreia das provas de paratriatlo para ambos os gêneros.

## Medalhistas
Triatlo
| Evento                     | Ouro                                                                             | Prata                                                                              | Bronze                                                                       |
| Masculino detalhes         | Henri Schoeman RSA África do Sul                                                 | Jacob Birtwhistle AUS Austrália                                                    | Marc Austin SCO Escócia                                                      |
| Feminino detalhes          | Flora Duffy BER Bermudas                                                         | Jessica Learmonth ENG Inglaterra                                                   | Joanna Brown CAN Canadá                                                      |
| Revezamento misto detalhes | Gillian Backhouse Matthew Hauser Ashleigh Gentle Jacob Birtwhistle AUS Austrália | Vicky Holland Jonathan Brownlee Jessica Learmonth Alistair Brownlee ENG Inglaterra | Nicole van der Kaay Ryan Sissons Andrea Hewitt Tayler Reid NZL Nova Zelândia |

Paratriatlo
| Evento                  | Ouro                           | Prata                       | Bronze                      |
| PWTC masculino detalhes | Joseph Townsend ENG Inglaterra | Nic Beveridge AUS Austrália | Bill Chaffey AUS Austrália  |
| PWTC feminino detalhes  | Jade Jones ENG Inglaterra      | Emily Tapp AUS Austrália    | Lauren Parker AUS Austrália |

## Quadro de medalhas
| Ordem | País          | Medalha de ouro | Medalha de prata | Medalha de bronze | Total |
| ----- | ------------- | --------------- | ---------------- | ----------------- | ----- |
| 1     | Inglaterra    | 2               | 2                |                   | 4     |
| 2     | Austrália     | 1               | 3                | 2                 | 6     |
| 3     | África do Sul | 1               |                  |                   | 1     |
|       | Bermudas      | 1               |                  |                   | 1     |
| 5     | Canadá        |                 |                  | 1                 | 1     |
|       | Escócia       |                 |                  | 1                 | 1     |
|       | Nova Zelândia |                 |                  | 1                 | 1     |
| TOTAL | TOTAL         | 5               | 5                | 5                 | 15    |